# Lista chorążych reprezentacji Papui-Nowej Gwinei na igrzyskach olimpijskich
Lista chorążych reprezentacji Papui-Nowej Gwinei na igrzyskach olimpijskich – lista zawodników i zawodniczek reprezentacji Papui-Nowej Gwinei, którzy podczas ceremonii otwarcia nowożytnych igrzysk olimpijskich nieśli flagę Papui-Nowej Gwinei.

## Chronologiczna lista chorążych
| Lp. | Rok i miejsce        | Chorąży         | Dyscyplina           |
| --- | -------------------- | --------------- | -------------------- |
| 1   | 1976, Montreal       | Wavala Kali     | Lekkoatletyka        |
| 2   | 1984, Los Angeles    | Iammogapi Launa | Lekkoatletyka        |
| 3   | 1988, Seul           | Pinye Malaibi   | Podnoszenie ciężarów |
| 4   | 1992, Barcelona      | b.d.            |                      |
| 5   | 1996, Atlanta        | Subul Babo      | Lekkoatletyka        |
| 6   | 2000, Sydney         | Xenia Peni      | pływanie             |
| 7   | 2004, Ateny          | Dika Toua       | Podnoszenie ciężarów |
| 8   | 2008, Pekin          | Ryan Pini       | pływanie             |
| 9   | 2012, Londyn         | Toea Wisil      | Lekkoatletyka        |
| 10  | 2016, Rio de Janeiro | Ryan Pini       | pływanie             |
| 11  | 2020, Tokio          | Dika Toua       | Podnoszenie ciężarów |
| 11  | 2020, Tokio          | Morea Baru      | Podnoszenie ciężarów |